# Championnat de France masculin de handball 1982-1983
Navigation
Nationale 1 1981-1982 Nationale 1 1983-1984
Le championnat de France de Nationale 1 masculin 1982-1983 est le plus haut niveau de handball en France. 
Le titre de champion de France est remporté par l'US Ivry. C'est leur sixième titre de championnat de France.

## Modalités
Lors de la première phase, les seize équipes sont réparties en deux poules de huit équipes.
A l'issue de cette première phase, les équipes sont réparties en trois poules :
- les trois premiers de chaque poule sont qualifiés pour la poule de niveau 1. Les deux premiers de cette poule de niveau 1 disputent ensuite une finale qui désigne le champion de France.
- Les deux derniers de chaque poule se retrouvent dans une poule de niveau 3. Les deux derniers sont relégués automatiquement en division Nationale II tandis que les deux premiers disputent une épreuve de barrages en matchs aller-retour contre les 2 clubs de Nationale II battus en demi-finale de la division Nationale II.
- Enfin, les six autres équipes se retrouvent dans une poule de niveau 2. Les deux derniers disputent une épreuve de barrages en match aller-retour contre les 2 clubs de Nationale II vainqueurs de l’épreuve de barrage entre les 4 clubs classés second en poule de Nationale II.

Les résultats enregistrés en première phase au cours des rencontres jouées entre deux clubs qualifiés d'une même poule restent acquis pour la deuxième phase.

## Première phase
- Qualifié pour la poule de niveau 1
- Qualifié pour la poule de niveau 2
- Qualifié pour la poule de niveau 3

Le classement final de la première phase est :

### Poule A
| \| \| Équipe \| Pts \| J \| G \| N \| P \| Bp \| Bc \| Diff \| \| - \| ----------------------- \| --- \| -- \| -- \| - \| -- \| --- \| --- \| ---- \| \| 1 \| Stade Marseillais UC \| 39 \| 14 \| 12 \| 1 \| 1 \| 361 \| 289 \| 72 \| \| 2 \| USM Gagny T \| 36 \| 14 \| 10 \| 2 \| 2 \| 359 \| 297 \| 62 \| \| 3 \| ES St-Martin-d'Hères \| 31 \| 14 \| 8 \| 1 \| 5 \| 304 \| 315 \| -11 \| \| 4 \| AC Boulogne-Billancourt \| 29 \| 14 \| 7 \| 1 \| 6 \| 329 \| 336 \| -7 \| \| 5 \| USAM Nîmes P \| 26 \| 14 \| 5 \| 2 \| 7 \| 338 \| 350 \| -12 \| \| 6 \| CSL Dijon \| 25 \| 14 \| 5 \| 1 \| 8 \| 341 \| 364 \| -23 \| \| 7 \| Stade Toulousain P \| 22 \| 14 \| 4 \| 0 \| 10 \| 345 \| 380 \| -35 \| \| 8 \| SE Beaune \| 16 \| 14 \| 1 \| 0 \| 13 \| 317 \| 363 \| -46 \| | - Qualifié pour la poule de niveau 1 - Qualifié pour la poule de niveau 2 - Qualifié pour la poule de niveau 3 - T : Tenant du titre - P : Promu de Nationale II en début de saison |     |    |    |   |    |     |     |      |
| | Équipe | Pts | J  | G  | N | P  | Bp  | Bc  | Diff |
| 1 | Stade Marseillais UC | 39  | 14 | 12 | 1 | 1  | 361 | 289 | 72   |
| 2 | USM Gagny T | 36  | 14 | 10 | 2 | 2  | 359 | 297 | 62   |
| 3 | ES St-Martin-d'Hères | 31  | 14 | 8  | 1 | 5  | 304 | 315 | -11  |
| 4 | AC Boulogne-Billancourt | 29  | 14 | 7  | 1 | 6  | 329 | 336 | -7   |
| 5 | USAM Nîmes P | 26  | 14 | 5  | 2 | 7  | 338 | 350 | -12  |
| 6 | CSL Dijon | 25  | 14 | 5  | 1 | 8  | 341 | 364 | -23  |
| 7 | Stade Toulousain P | 22  | 14 | 4  | 0 | 10 | 345 | 380 | -35  |
| 8 | SE Beaune | 16  | 14 | 1  | 0 | 13 | 317 | 363 | -46  |

### Poule B
| \| \| Équipe \| Pts \| J \| G \| N \| P \| Bp \| Bc \| Diff \| \| - \| ------------------------ \| --- \| -- \| -- \| - \| - \| --- \| --- \| ---- \| \| 1 \| US Ivry \| 35 \| 14 \| 10 \| 1 \| 3 \| 359 \| 309 \| 50 \| \| 2 \| Stella Sports Saint-Maur \| 32 \| 14 \| 9 \| 0 \| 5 \| 358 \| 317 \| 41 \| \| 3 \| SMEC Metz \| 29 \| 14 \| 6 \| 3 \| 5 \| 272 \| 272 \| 0 \| \| 4 \| HBC Anzin \| 29 \| 14 \| 7 \| 1 \| 6 \| 333 \| 338 \| -5 \| \| 5 \| Lille Université Club \| 26 \| 14 \| 5 \| 2 \| 7 \| 298 \| 328 \| -30 \| \| 6 \| US Dunkerque P \| 25 \| 14 \| 5 \| 1 \| 8 \| 316 \| 330 \| -14 \| \| 7 \| RC Strasbourg \| 24 \| 14 \| 4 \| 2 \| 8 \| 366 \| 370 \| -4 \| \| 8 \| ASPTT Metz \| 24 \| 14 \| 4 \| 2 \| 8 \| 295 \| 333 \| -38 \| | - Qualifié pour la poule de niveau 1 - Qualifié pour la poule de niveau 2 - Qualifié pour la poule de niveau 3 - P : Promu de Nationale II en début de saison |     |    |    |   |   |     |     |      |
| | Équipe | Pts | J  | G  | N | P | Bp  | Bc  | Diff |
| 1 | US Ivry | 35  | 14 | 10 | 1 | 3 | 359 | 309 | 50   |
| 2 | Stella Sports Saint-Maur | 32  | 14 | 9  | 0 | 5 | 358 | 317 | 41   |
| 3 | SMEC Metz | 29  | 14 | 6  | 3 | 5 | 272 | 272 | 0    |
| 4 | HBC Anzin | 29  | 14 | 7  | 1 | 6 | 333 | 338 | -5   |
| 5 | Lille Université Club | 26  | 14 | 5  | 2 | 7 | 298 | 328 | -30  |
| 6 | US Dunkerque P | 25  | 14 | 5  | 1 | 8 | 316 | 330 | -14  |
| 7 | RC Strasbourg | 24  | 14 | 4  | 2 | 8 | 366 | 370 | -4   |
| 8 | ASPTT Metz | 24  | 14 | 4  | 2 | 8 | 295 | 333 | -38  |

## Deuxième phase

### Poule de niveau 1
Le classement final de la poule de niveau 1 est :
| \| \| Équipe \| Pts \| J \| G \| N \| P \| Bp \| Bc \| Diff \| \| - \| ------------------------ \| --- \| -- \| - \| - \| - \| --- \| --- \| ---- \| \| 1 \| US Ivry \| 26 \| 10 \| 8 \| 0 \| 2 \| 229 \| 217 \| 12 \| \| 2 \| Stade Marseillais UC \| 25 \| 10 \| 7 \| 1 \| 2 \| 241 \| 197 \| 44 \| \| 3 \| USM Gagny T \| 24 \| 10 \| 6 \| 2 \| 2 \| 230 \| 213 \| 17 \| \| 4 \| Stella Sports Saint-Maur \| 17 \| 10 \| 3 \| 1 \| 6 \| 233 \| 238 \| -5 \| \| 5 \| ES St-Martin-d'Hères \| 16 \| 10 \| 3 \| 0 \| 7 \| 205 \| 231 \| -26 \| \| 6 \| SMEC Metz \| 12 \| 10 \| 1 \| 0 \| 9 \| 192 \| 234 \| -42 \| | - Qualifié pour la finale - Maintenu en Nationale I |     |    |   |   |   |     |     |      |
| | Équipe                                              | Pts | J  | G | N | P | Bp  | Bc  | Diff |
| 1 | US Ivry                                             | 26  | 10 | 8 | 0 | 2 | 229 | 217 | 12   |
| 2 | Stade Marseillais UC                                | 25  | 10 | 7 | 1 | 2 | 241 | 197 | 44   |
| 3 | USM Gagny T                                         | 24  | 10 | 6 | 2 | 2 | 230 | 213 | 17   |
| 4 | Stella Sports Saint-Maur                            | 17  | 10 | 3 | 1 | 6 | 233 | 238 | -5   |
| 5 | ES St-Martin-d'Hères                                | 16  | 10 | 3 | 0 | 7 | 205 | 231 | -26  |
| 6 | SMEC Metz                                           | 12  | 10 | 1 | 0 | 9 | 192 | 234 | -42  |

Champion sortant, l'USM Gagny doit se contenter de la 3e place à cause notamment des matchs allers compliquée (2 victoires, 1 nul et 2 défaites).
Les résultats sont :
| Matchs aller - US Ivry b. Stade Messin EC 22-17 - Stade Marseillais UC b. ES St-Martin-d'Hères 25-12 - Stella St-Maur b. Stade Messin EC 27-16 - USM Gagny b. ES St-Martin-d'Hères 25-20 - US Ivry b. Stella St-Maur 29-24 - Stade Marseillais UC b. USM Gagny 26-25 - US Ivry b. ES St-Martin-d'Hères 26-20 - USM Gagny et Stella St-Maur 25-25 - Stade Marseillais UC b. Stade Messin EC 24-16 - US Ivry b. USM Gagny 29-24 - ES St-Martin-d'Hères b. Stade Messin EC 24-22 - Stade Marseillais UC b. US Ivry 27-18 - USM Gagny b. Stade Messin EC 24-21 - Stella St-Maur b. ES St-Martin-d'Hères 23-18 - Stade Marseillais UC b. Stella St-Maur 29-24 | Matchs retour - US Ivry b. Stella St-Maur 20-19 - ES St-Martin-d'Hères b. Stade Marseillais UC 21-17 - Stade Messin EC b. Stella St-Maur 27-22 - USM Gagny b. ES St-Martin-d'Hères 20-18 - US Ivry b. Stade Messin EC 20-19 - Stade Marseillais UC et USM Gagny 20-20 - US Ivry b. ES St-Martin-d'Hères 26-23 - USM Gagny b. Stella St-Maur 23-22 - Stade Marseillais UC b. Stade Messin EC 27-18 - USM Gagny b. US Ivry 23-14 - Stade Marseillais UC b. Stella St-Maur 25-18 - ES St-Martin-d'Hères b. Stade Messin EC 23-18 - US Ivry b. Stade Marseillais UC 25-21 - USM Gagny b. Stade Messin EC 21-18 - Stella St-Maur b. ES St-Martin-d'Hères 29-26 |

### Poule de niveau 2
Le classement final de la poule de niveau 2 est, :
| \| \| Équipe \| Pts \| J \| G \| N \| P \| Bp \| Bc \| Diff \| \| -- \| ----------------------- \| --- \| -- \| - \| - \| - \| --- \| --- \| ---- \| \| 7 \| AC Boulogne-Billancourt \| 24 \| 10 \| 6 \| 2 \| 2 \| 257 \| 244 \| 13 \| \| 8 \| USAM Nîmes \| 20 \| 10 \| 4 \| 2 \| 4 \| 242 \| 229 \| 13 \| \| 9 \| CSL Dijon \| 20 \| 10 \| 5 \| 0 \| 5 \| 244 \| 236 \| 8 \| \| 10 \| US Dunkerque \| 19 \| 10 \| 4 \| 1 \| 5 \| 249 \| 251 \| -2 \| \| 11 \| HBC Anzin \| 19 \| 10 \| 4 \| 1 \| 5 \| 233 \| 249 \| -16 \| \| 12 \| Lille Université Club \| 18 \| 10 \| 4 \| 0 \| 6 \| 225 \| 241 \| -16 \| | - Maintenu en Nationale I - Qualifié pour les barrages de relégation |     |    |   |   |   |     |     |      |
| | Équipe                                                               | Pts | J  | G | N | P | Bp  | Bc  | Diff |
| 7 | AC Boulogne-Billancourt                                              | 24  | 10 | 6 | 2 | 2 | 257 | 244 | 13   |
| 8 | USAM Nîmes                                                           | 20  | 10 | 4 | 2 | 4 | 242 | 229 | 13   |
| 9 | CSL Dijon                                                            | 20  | 10 | 5 | 0 | 5 | 244 | 236 | 8    |
| 10 | US Dunkerque                                                         | 19  | 10 | 4 | 1 | 5 | 249 | 251 | -2   |
| 11 | HBC Anzin                                                            | 19  | 10 | 4 | 1 | 5 | 233 | 249 | -16  |
| 12 | Lille Université Club                                                | 18  | 10 | 4 | 0 | 6 | 225 | 241 | -16  |

### Poule de niveau 3
Le classement final de la poule de niveau 3 est,
| \| \| Équipe \| Pts \| J \| G \| N \| P \| Bp \| Bc \| Diff \| \| -- \| ---------------- \| --- \| - \| - \| - \| - \| --- \| --- \| ---- \| \| 13 \| Stade Toulousain \| 14 \| 6 \| 4 \| 0 \| 2 \| 158 \| 158 \| 0 \| \| 14 \| RC Strasbourg \| 14 \| 6 \| 3 \| 2 \| 1 \| 163 \| 154 \| 9 \| \| 15 \| SE Beaune \| 11 \| 6 \| 2 \| 1 \| 3 \| 156 \| 150 \| 6 \| \| 16 \| ASPTT Metz \| 9 \| 6 \| 1 \| 1 \| 4 \| 139 \| 154 \| -15 \| | - Qualifié pour les barrages de relégation - Relégué |     |   |   |   |   |     |     |      |
| | Équipe                                               | Pts | J | G | N | P | Bp  | Bc  | Diff |
| 13 | Stade Toulousain                                     | 14  | 6 | 4 | 0 | 2 | 158 | 158 | 0    |
| 14 | RC Strasbourg                                        | 14  | 6 | 3 | 2 | 1 | 163 | 154 | 9    |
| 15 | SE Beaune                                            | 11  | 6 | 2 | 1 | 3 | 156 | 150 | 6    |
| 16 | ASPTT Metz                                           | 9   | 6 | 1 | 1 | 4 | 139 | 154 | -15  |

## Phase finale

### Finale
| 21 mai 1983 | US Ivry           | 21 – 20   | Stade Marseillais UC | Palais des Sports, Toulouse Affluence : 2 500 Arbitrage : MM. Lelong et Tancrez |
| 21 mai 1983 | Bernard Rignac 10 | (11 – 11) | Bernard Gaffet 7     | Palais des Sports, Toulouse Affluence : 2 500 Arbitrage : MM. Lelong et Tancrez |
| 21 mai 1983 | ×7 ×1             | Rapport   | ×2                   | Palais des Sports, Toulouse Affluence : 2 500 Arbitrage : MM. Lelong et Tancrez |

- Évolution du score : 
  - 1re mi-temps : 1-1 (2e), 3-3 (11e), 6-3 (15e), 8-5 (21e), 9-9-(27e), 10-10 (29e), 11-11 (mi-temps)
  - 2e mi-temps : 16-13 (42e), 17-17 (52e), 18-18 (54e), 19-19 (57e), 21-20 (score final).

- Statistiques

| Union sportive d'Ivry (handball) - Gardiens de but : Boullé (toute la rencontre) - Buteurs : Rignac (10 dont 5 pen.) Nicolas (4), Alaimo (3), Martinez (2), Hager (1), Dubois (1) - Pourcentages de réussite : 40,4 % pour 21 tirs sur 52 (11 sur 24 et 10 sur 28). - Exclusions : Nicolas (16e, 22e, 40e), Alaimo (37e, 47e), Martinez (31e), Persichetti (59e). | Stade Marseillais Université Club - Gardiens de but : Merlaud (1re mi-temps), Bourgey (2e mi-temps). - Buteurs : Gaffet (7 dont 3 pen.), Camboulives (5 dont 1 pen.), Philippe Mabille (3), Cicut (2), G. Derot (1), Philippy (1), Perchicot (1) - Pourcentages de réussite : 38,4 % pour 20 tirs sur 52 (11 sur 28 et 9 sur 24). - Exclusions : G. Derot (26e), Perchicot (39e). |

### Barrages de relégation
Les résultats des barrages de relégation sont :
| Équipe 1                         | Score   | Équipe 2              | Aller   | Retour  |
| -------------------------------- | ------- | --------------------- | ------- | ------- |
| US Créteil (NII)                 | 49 – 57 | Lille Université Club | 27 – 31 | 22 – 26 |
| ES Besançon (NII)                | 39 – 47 | HBC Anzin             | 17 – 21 | 22 – 26 |
| HBC Villefranche-sur-Saône (NII) | 49 – 52 | Stade Toulousain      | 26 – 22 | 23 – 30 |
| ESM Gonfreville l'Orcher (NII)   | 41 – 42 | RC Strasbourg         | 21 – 16 | 20 – 26 |

Les 4 clubs de Nationale I sont maintenus et les 4 clubs de Nationale II restent dans cette division.

## Bilan

### Vainqueur
| Champion de France 1982-1983 Union sportive d'Ivry (handball) 6e victoire |

L'effectif de l'US Ivry était, :
- Patrick Boullé (né en 1957, GB)
- Didier Barre (1953, GB)
- Dominique Charvin (1963, GB, junior)
- Joseph Alaimo (1954)
- Philippe Bertin (1958)
- Jean-Michel Bouresche (1960)
- Claude Berra (1953)
- Didier Dubois (1953)
- Michel Dubrez (1951)
- Patrick Heurthe (1963, junior)
- Daniel Hager (1963, junior)
- Patrick Persichetti (1958)
- Bernard Rignac (1950)
- Yves Mouchon (1954)
- Lionel Nicolas (1955)
- Yann Mirabel (1961)
- Michel Robert (1949)
- Serge Labourdette (1963, arrivé du RSC Montreuil)
- Frédéric Martinez (1957, arrivé de la VGA Saint-Maur)

Entraîneurs-managers
- René Richard
- Roger Julitte

### Classement final
| Rang | Équipe                   | Commentaire                                                             |
| ---- | ------------------------ | ----------------------------------------------------------------------- |
| 1    | US Ivry                  | Champion de France, qualifié pour la Coupe d'Europe des clubs champions |
| 2    | Stade Marseillais UC     | Qualifié pour la Coupe des Vainqueurs de Coupe                          |
| 3    | USM Gagny (T)            | Qualifié pour la Coupe de l'IHF                                         |
| 4    | Stella Sports Saint-Maur | -                                                                       |
| 5    | ES St-Martin-d'Hères     | -                                                                       |
| 6    | SMEC Metz                | -                                                                       |
| 7    | AC Boulogne-Billancourt  | -                                                                       |
| 8    | USAM Nîmes (P)           | -                                                                       |
| 9    | CSL Dijon                | -                                                                       |
| 10   | US Dunkerque             | -                                                                       |
| 11   | HBC Anzin                | Maintenus après barrages                                                |
| 12   | Lille Université Club    | Maintenus après barrages                                                |
| 13   | Stade Toulousain         | Maintenus après barrages                                                |
| 14   | RC Strasbourg            | Maintenus après barrages                                                |
| 15   | SE Beaune                | Relégués en Nationale 1B                                                |
| 16   | ASPTT Metz               | Relégués en Nationale 1B                                                |

## Statistiques et récompenses
Le jet spécial (meilleur joueur) est décerné à Patrick Boullé  de l’US Ivry.
Les meilleurs buteurs sont :
- Jet d'or : Roland Indriliunas, RC Strasbourg, 109 buts
- Jet d'argent : Philippe Debureau, US Dunkerque, 89 buts
- Jet de bronze : Claude Onesta, Stade Toulousain, 84 buts